# Cesare Beccaria
Cesare Beccaria, márki (Marchese de Bonensena) (Milánó, 1738. március 15. – Milánó, 1794. november 28.) olasz jogtudós, író, publicista, a modern büntetőjog és a felvilágosodás jelentős alakja.

## Életpályája
A pármai jezsuitáknál tanult, majd a páviai egyetemen szerzett jogi doktorátust. Padovában volt egyetemi tanár. Kapcsolatban állt a felvilágosodás olyan nagy személyiségeivel, mint Voltaire és Diderot. Büntetőjogi főműve Dei delitti e delle pene címmel 1764-ben jelent meg (magyarul: A bűnökről és büntetésekről, 1834, majd 1999). Műve tanulmány a börtönviszonyokról. Követelte, hogy csak törvények állapíthassák meg, mely cselekmények tekinthetők bűncselekménynek. A büntetés célja szerinte az, hogy visszatartsa a bűnelkövetőt újabb bűncselekmények elkövetésétől. Egyúttal a büntetés generálprevenciós hatást is szolgált: a társadalom többi tagjára is visszatartó hatással van. Beccaria úgy vélte, az igazságos büntetésnek meg kell felelnie az elkövetett bűncselekmény súlyának. Egyértelműen elvetette a halálbüntetést, ahogy a kegyetlen büntetéseket is.
Munkájának eredményeként hódított tért egyre inkább a nullum crimen sine lege és a nulla poena sine lege elve.
Közgazdászként a tőke működését és a munkamegosztás kérdéseit tanulmányozta. Írt egy könyvet a filozófia nyelvéről, valamint a stílustanról is.

## Magyarul megjelent művei
- A bűnökről és a büntetésekről; ford. Császár Ferenc; Suppan Ny., Zágráb, 1834
- Bűntett és büntetés; ford., bev. Tarnai János; Révai, Bp., 1887 (Jogi és államtudományi írók tára)
- Bűntett és büntetés; ford., Tarnai János; 2. átdolg. kiad.; Franklin, Bp., 1916 (Olcsó Könyvtár)
- Bűntett és büntetés; ford. Sebestyén Pál, bev. Kádár Miklós; Akadémiai, Bp., 1967 (Az állam- és jogtudományok úttörői)
- A bűnökről és a büntetésekről; ford., bev., jegyz. Madarász Imre, szöveggond. ELTE Állam- és Jogtudományi Kar Demokratikus Diákuniója; Országos Pedagógiai Könyvtár és Múzeum, Bp., 1989
- Cesare Beccariaː A bűnökről és a büntetésekről, ford. Madarász Imre; ATTRAKTOR Könyvkiadó Kft., Máriabesnyő, 2012, ISBN 9786155257155, 112 p.